# Petran
Petran (albanisch auch Petrani) ist ein Dorf in der Gemeinde Përmet, Qark Gjirokastra, im Süden Albaniens. Der Ort Petran liegt im Tal der Vjosa, rund sieben Kilometer südlich der Stadt Përmet. Die Straße von Përmet nach Süden zur griechischen Grenze und nach Leskovik führt durch Petran.
Bis 2015 war Petran eine eigenständige Gemeinde. Seither ist Petran eine Njësia administrative innerhalb der Bashkia Përmet. Das Gebiet der Njësia administrative umfasst den nördlichen Teil der Ostflanke der Nemërçka, einer der höchsten Berge Südalbaniens, und Hügelland im Osten des Flusses Vjosa, insgesamt 184 Quadratkilometer.
In Petran und den umliegenden Dörfern leben 1190 Menschen (Volkszählung 2023). 2011 wurden noch 1622 Einwohner registriert (Volkszählung 2011; nach lokalen Behördenangaben für das Jahr 2010 lebten in der Gemeinde 3243 Einwohner). Die hohe Abwanderung von fast einem Drittel der Einwohner in zwölf Jahren ist eine typische Entwicklung in den strukturschwachen Bergregionen Albaniens.

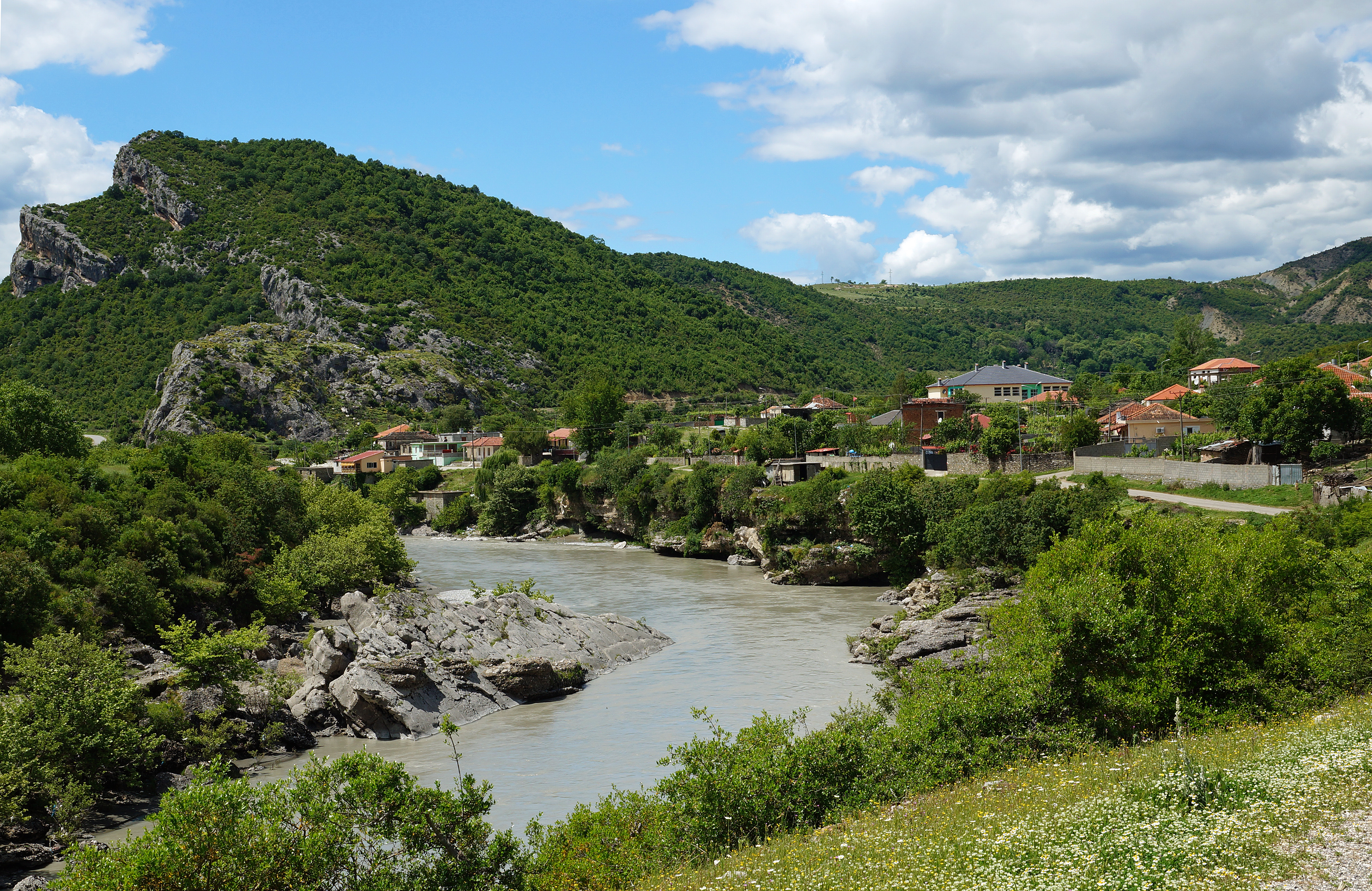
Vjosa und Dorf

Bei Petran mündet rechtsseitig der Fluss Lengarica in die Vjosa. Etwas weiter oben im Flusstal der Lengarica finden sich bei Bënja Thermalquellen, bekannt als Banjat e Bënjës.  Es handelt sich um einige Naturbecken, aber ein touristischer Ausbau ist in Diskussion. Gleich daneben steht eine Steinbrücke aus dem 18. Jahrhundert, die Ura e Kadiut. Dahinter verengt sich das Flusstal zu einem sehr engen Canyon. Die 100 Meter tiefe Schlucht ist über eine lange Strecke nur wenige Meter breit. Praktisch das ganze Gebiet östlich der Vjosa ist Teil des Nationalparks Tannenwald von Hotova-Dangell. Der Flusslauf der Vjosa ist als Nationalpark Vjosa geschützt.
Im Gebiet der Lengarica-Schlucht befindet sich das Kraftwerk Lengarica, dessen Inbetriebnahme erfolgte 2015.
Die Gemeinde bestand aus den folgenden Dörfern:
- Petran
- Leshnica
- Leus
- Lipa
- Qilarishta
- Badëlonja
- Bënja-Novosela
- Delvina
- Bodar
- Kaludh
- Lupcka
- Gjinakar
- Ogdunan
- Lipivan-Trebozishta
- Tremisht

36 Prozent der Bevölkerung ist jünger als 18 Jahre. Es gab in der Gemeinde 15 Schulen. Nicht ganz 40 Prozent der Einwohner haben zurzeit Arbeit. 1377 Hektar Land werden landwirtschaftlich genutzt. Von der arbeitenden Bevölkerung sind 70 Prozent im landwirtschaftlichen Sektor tätig, und rund ein Viertel arbeitet saisonal in Griechenland.